# Juristische Ausbildung (Zeitschrift)
Die Juristische Ausbildung (abgekürzt: JURA oder Jura) ist eine juristische Ausbildungszeitschrift. Sie erscheint monatlich im De Gruyter-Verlag.
Die Fachzeitschrift wird seit 2024 von Nikolaus Bosch, Bernd J. Hartmann, Saskia Lettmaier, Thorsten Kingreen, Florian Möslein, Nina Nestler und Michael Stürner herausgegeben. Sie erscheint seit 1979.